# Dirección General de la Policía y la Guardia Civil
La Dirección General de la Policía y la Guardia Civil (DGPGC) de España fue el órgano directivo creado por el Real Decreto 991/2006, de 8 de septiembre, que asumió las competencias de las anteriores direcciones generales de la Policía y de la Guardia Civil. Fue suprimido en 2011 por el Real Decreto 1887/2011, de 30 de diciembre.
Durante su existencia, dos personas ocuparon la titularidad del órgano:
- Joan Mesquida Ferrando (9 de septiembre de 2006-22 de abril de 2008)
- Francisco Javier Velázquez López (22 de abril de 2008-31 de diciembre de 2011)

## Historia
Bajo el mandato del ministro del Interior, Alfredo Pérez Rubalcaba, en 2006 se refunde la Dirección General de la Policía con la Dirección General de la Guardia Civil, creando un mando único de las Fuerzas y Cuerpos de Seguridad del Estado en la Dirección General de la Policía y la Guardia Civil con el objetivo de «llevar a cabo los cometidos encomendados a las Fuerzas y Cuerpos de Seguridad del Estado de una manera más integral, homogénea y coordinada, mejorando con ello la seguridad ciudadana y el resguardo de los derechos y libertades de los ciudadanos». Ambos cuerpos mantuvieron su estructura y régimen jurídico diferenciados, con un Gabinete distinto para cada cuerpo. Se crean, además, las direcciones adjuntas operativas como órgano técnico de colaboración al director general.
Esta unificación fue voluntad del presidente del Gobierno, José Luis Rodríguez Zapatero, y en 2008 algunas informaciones apuntaban a que el ministro del Interior no estaba a gusto con dicha unión de mando y que era su deseo separarlos nuevamente, pero no era una opinión compartida por el presidente. En 2009 se crea, ubicado en la Academia de Oficiales de la Guardia Civil, el Centro Universitario de la Guardia Civil, que depende de la dirección general.